# Новосибирский металлургический завод имени Кузьмина
ОАО «Новосибирский металлургический завод имени Кузьмина» — российское металлургическое предприятие, основанное в 1941 году. Штаб-квартира расположена в Ленинском районе Новосибирска.

## История

### Советская эпоха
Датой образования Новосибирского металлургического завода (НМЗ) считается октябрь 1941 года. Завод образовывается из местного прокатного завода и эвакуированного из Запорожья металлургического завода им. Серго Орджоникидзе, «Запорожстали». В мае следующего года он становится номерным предприятием № 702, в составе Главного управления заводов качественной металлургии и ферросплавов «Главспецсталь». В апреле 1950 года ему возвращают первоначальное название (НМЗ), а через 4 года — присваивают имя Анатолия Кузьмина. 3 ноября 1962 года у завода появляется свой дворец культуры — «Металлург». В 1963 году в качестве цеха в состав завода передаётся листопрокатный завод, созданный в 1953 году.

### Современная Россия
В 1992 году «Новосибирский металлургический завод» им. А. Н. Кузьмина был реорганизован в АООТ «Новосибпрокат», в следующем году — в «Новосибирский металлургический завод», а через пять лет — стал ОАО «Новосибирский металлургический завод имени Кузьмина».
В 1998 году завод стал банкротом. Через три года НМЗ становится собственностью компании «Евраз холдинг», которая продаёт его ГК «Эстар». А начиная с 23 июля 2009 года предприятие стало управляться ОАО «Металлсервис-групп», подписавшей трёхсторонний пятилетний договор аренды.
В период 2008—2009 годов работа завода останавливалась. Причиной этому послужило падение спроса на продукцию, а также кризис. В итоге 90 % работников были отправлены в отпуска, на предприятии было введено наблюдение.
В 2012 году предприятием была закуплена и установлена современная линия продольной резки рулонов стоимостью 100 млн рублей. Новое оборудование позволяет перемещать и резать рулоны металла, но при этом более не нужен этап горячего проката.

## Показатели деятельности
Выручка за 2010 год составила 2,6 млрд рублей. А в первом квартале следующего — 1,7 млрд рублей. Общее количество выпускаемых товарных позиций — 130.